# Aneliopis
Aneliopis is een geslacht van vlinders van de familie spinneruilen (Erebidae), uit de onderfamilie Hypeninae.

## Soorten
- A. adelpha Bethune-Baker, 1908
- A. alampeta Bethune-Baker, 1908
- A. albipuncta Bethune-Baker, 1908
- A. trilineata Bethune-Baker, 1908